# Тассилон III
Тассилон (741 — около 796) — последний баварский герцог (748—788), потомок Агилольфингов, сын Одилона и Хильтруды, племянник Пипина Короткого. Святой (блаженный) католической церкви (день памяти — 11 декабря).

## Биография
Бавария была племенным герцогством с независимым внутренним управлением, но герцоги её были вассалами франкских королей. В 757 году Тассилон явился в собрание государственных чинов Франкского государства и дал торжественную присягу на верность Пипину Короткому и его сыновьям, передав своё герцогство в руки короля и получив его обратно в виде лена. Это событие имеет историческое значение, так как здесь впервые целая народность становится к королю в те же отношения, какие при Меровингах существовали между служилыми людьми и королём. Вассалы обязывались доставлять королю вспомогательные отряды во время походов или же платить определённую дань.
В 763 году баварский герцог отказался исполнить своё обязательство, и Пипину не удалось вернуть его к повиновению. Тассилон мечтал совершенно сбросить зависимость от короля и превратить свои обширные владения, простиравшиеся от Леха до Энса, в самостоятельное государство, каким Бавария была при его предках. Этому способствовало то обстоятельство, что преемник Пипина, Карл Великий, в течение первого двадцатилетия своего управления вынужден был вести беспрерывные войны. Тассилон не приводил королю вспомогательных отрядов, перестал появляться на майских собраниях франков и созывал собственные сеймы светских и духовных чинов, постановления которых издавались от имени герцога. Время считалось в Баварии по годам правления герцога, причём имя короля иногда совсем опускалось.
Только по окончании Саксонской войны Карл Великий получил возможность принять решительные меры против своего могущественного вассала и двинул против него войска. Герцог должен был покориться и в 787 году возобновил ленную присягу на сейме в Вормсе, выдав заложников, между которыми был его сын Теодон III. Но подчинение его было только внешнее. Против короля тайно составлялась коалиция, к которой примкнули Византия и итальянские враги Карла. Душою всего дела был Тассилон, подстрекаемый его женой Лиутбергой, дочерью низвергнутого с престола и насильно постриженного короля лангобардов Дезидерия. К союзу старались привлечь и аваров, поселившихся на Среднем Дунае. Чтобы предупредить соединение врагов, Карл Великий должен был нанести решительный удар герцогу. Застигнутый врасплох, Тассилон не мог думать о сопротивлении. Короля поддерживали папа римский и баварское духовенство с архиепископом Зальцбургским во главе, а также многие знатные баварцы, ставшие в непосредственную ленную зависимость от Карла.
На сейме в Ингельгейме в 788 году герцога судили за измену. Свидетелями против него выступили некоторые баварцы, но явных улик не было. Тогда вспомнили старую вину Тассилона, покинувшего войско Пипина во время похода в Аквитанию. Осуждённый на смерть за дезертирство (Herisliz), герцог был помилован королём, но наказание было заменено пострижением. Лиутгарда, два сына Тассилона и его дочери также были насильно пострижены, а Бавария присоединена к франкским владениям. В 794 году, на соборе во Франкфурте, появился Тассилон в монашеском одеянии, просил у короля прощения и отрёкся за себя и за своё потомство от всех прав на Баварию и наследственные владения, поручив свою семью милости Карла. После этого он вернулся в Лоршский монастырь на Рейне, где, вероятно, и скончался. При этом в Жюмьежском аббатстве существует захоронение Тассилона и его сына (см. статью).
С Тассилоном исчезает со страниц истории род Агилольфингов. Отречение Тассилона, бывшее по виду добровольным, и перенесение его прав на Карла придало присоединению Баварии к франкским владениям законный характер.